# هيرب فيتزجيبون
هيرب فيتزجيبون (بالإنجليزية: Herb Fitzgibbon) مواليد 14 يوليو 1942 في نيويورك، الولايات المتحدة، هو لاعب كرة مضرب أمريكي يلعب باليد اليمنى. شارك في دورة الألعاب الأولمبية الصيفية.

## وصلات خارجية
- هيرب فيتزجيبون على موقع رابطة محترفي التنس (الإنجليزية)
- هيرب فيتزجيبون على موقع الاتحاد الدولي لكرة المضرب (الإنجليزية)
- هيرب فيتزجيبون على موقع بطولة ويمبلدون (الإنجليزية)
- هيرب فيتزجيبون على موقع خلاصة التنس.كوم (الإنجليزية)
- هيرب فيتزجيبون على موقع أوليمبيديا (الإنجليزية)
- الموقع الرسمي